# Bombylius zonicus
Bombylius zonicus är en tvåvingeart som beskrevs av Neal L. Evenhuis och Greathead 1999. Bombylius zonicus ingår i släktet Bombylius och familjen svävflugor.
Artens utbredningsområde är Arizona. Inga underarter finns listade i Catalogue of Life.